# Jack Liddle
Jack Liddle, född 20 oktober 1910, död 1997, var en friidrottare från Kanada. Han deltog vid olympiska sommarspelen 1936.